# صالح أباد (خراسان الرضوية)
صالح أباد (بالفارسية: صالح‌آباد) هي مدينة تقع في إيران في مقاطعة صالح أباد. يقدر عدد سكانها بـ 8,280 نسمة.